# Стрежениці
Стрежениці (словац. Streženice) — село, громада округу Пухов, Тренчинський край. Кадастрова площа громади — 7.98 км².
Населення 1075 осіб (станом на 31 грудня 2020 року).

## Історія
Стрежениці згадується 1408 року.

## Населення
| Рік:            | 1994. | 2004.    | 2014.    | 2024.    |
| --------------- | ----- | -------- | -------- | -------- |
| Кількість осіб: | 769   | 853      | 949      | 1105     |
| Різниця:        |       | +10,92 % | +11,25 % | +16,43 % |

| Рік:            | 2023. | 2024.   |
| --------------- | ----- | ------- |
| Кількість осіб: | 1084  | 1105    |
| Різниця:        |       | +1,93 % |